# Neues Rathaus (Dresden)

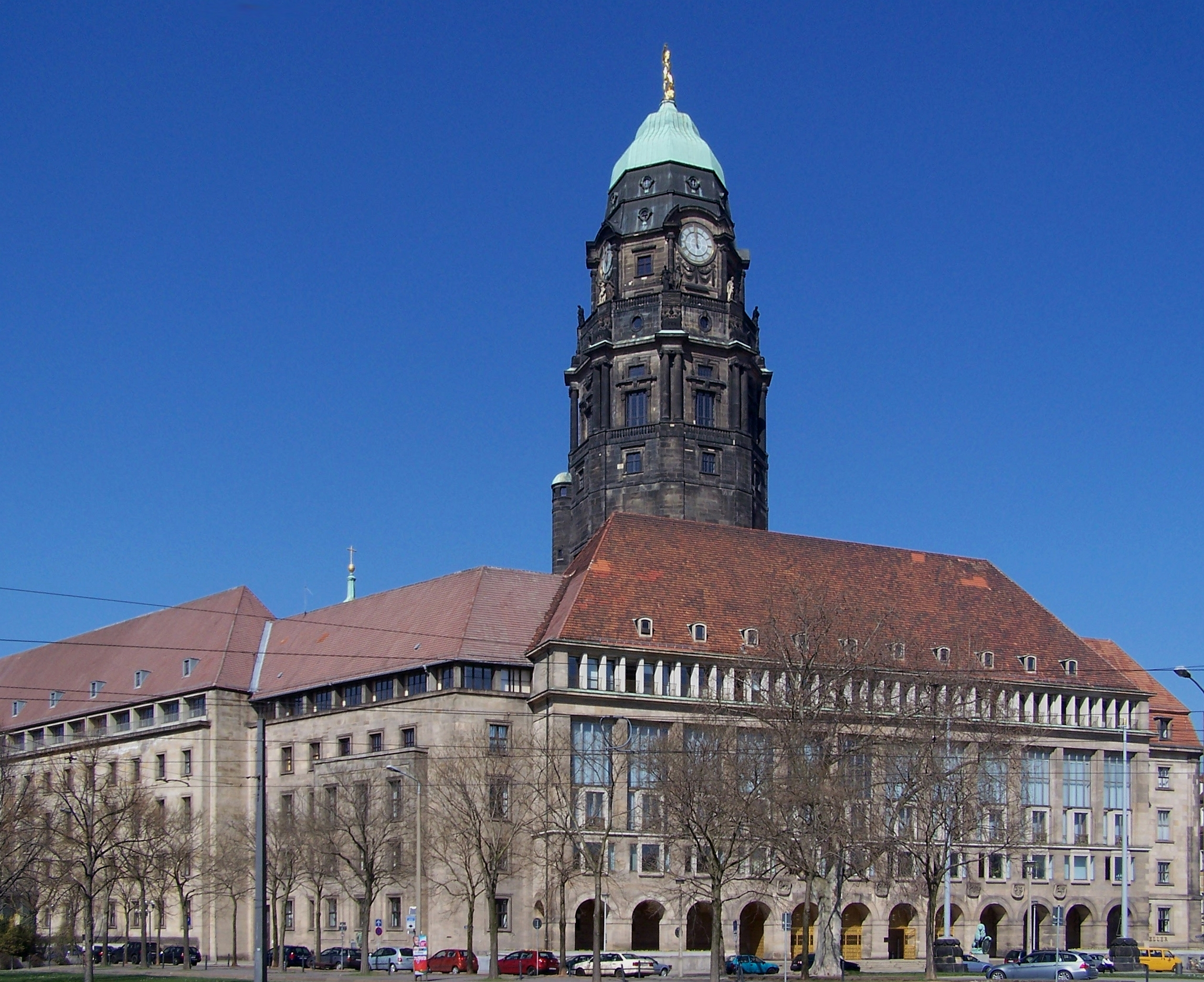
Das Neue Rathaus vom Georgplatz gesehen

Das Neue Rathaus in Dresden ist der Sitz der Dresdner Stadtverwaltung. Es liegt südöstlich des Altmarkts am Dr.-Külz-Ring.

## Geschichte

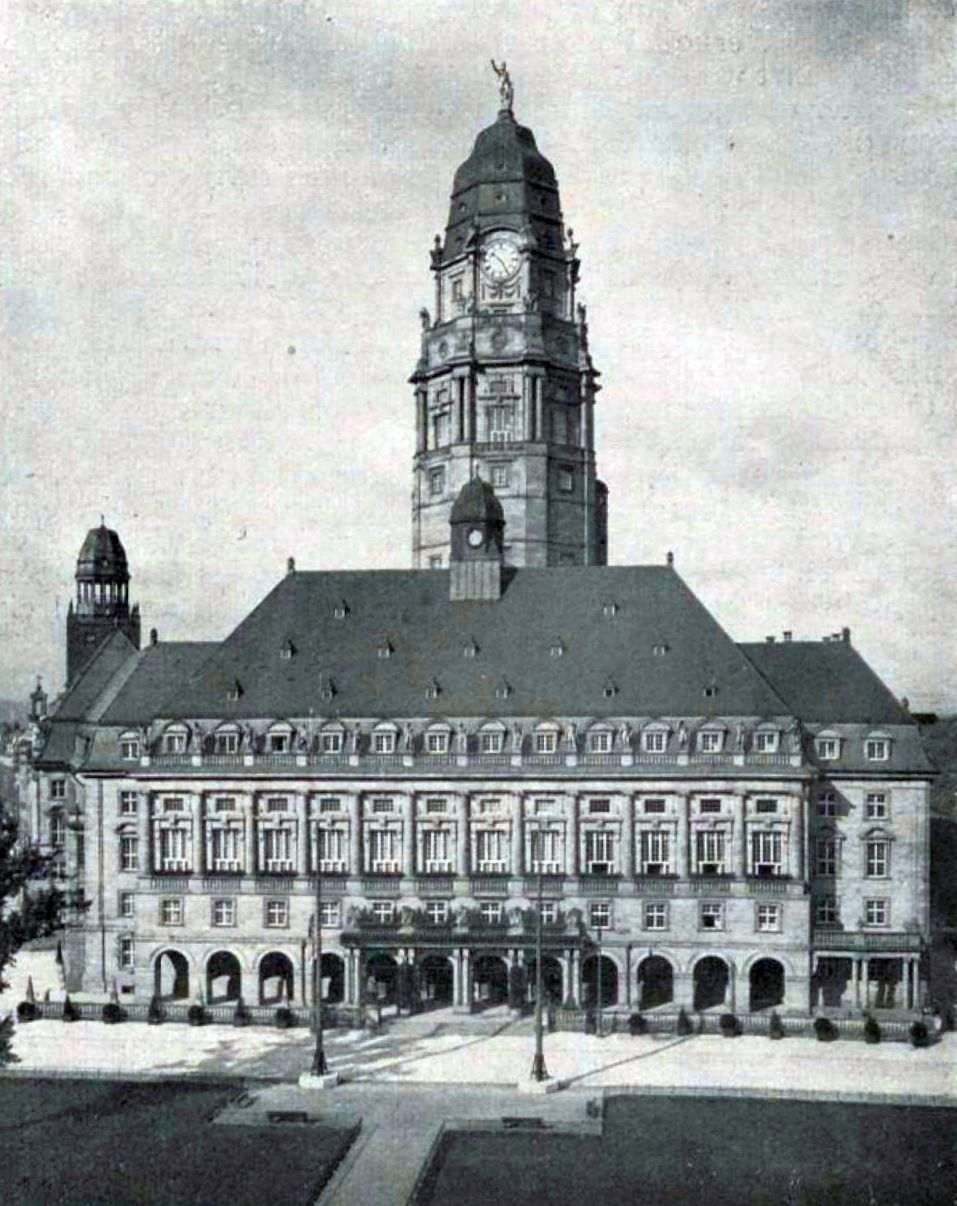
Ansicht 1914

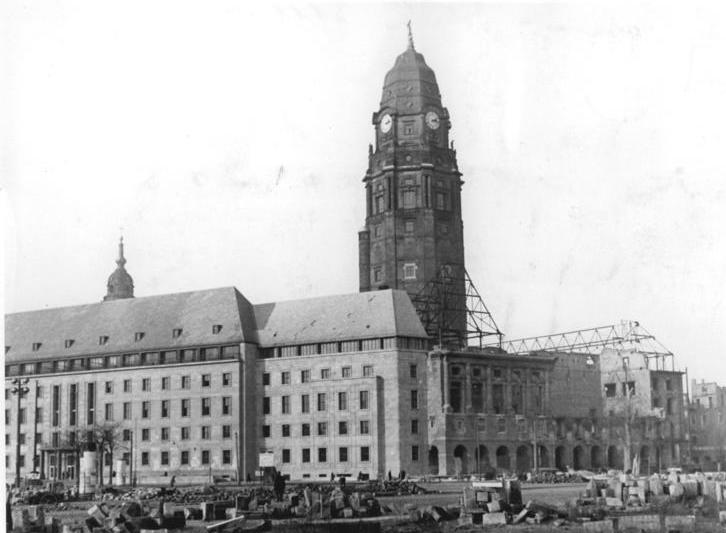
Rathaus während des Wiederaufbaus, 1951

Das am Altmarkt gelegene Altstädter Rathaus bot bereits um 1870/1875 nicht mehr genug Platz für die Stadtverwaltung, so dass der damalige Oberbürgermeister Paul Alfred Stübel bereits kurz nach seinem Amtsantritt 1880 einen Neubau ins Gespräch brachte. Allerdings dauerte es noch bis 1888, bis ein entsprechender Ratsbeschluss gefasst wurde. Erst 1901 wurde ein Architekturwettbewerb für ein neues Rathaus ausgeschrieben. Unter dem Titel Im Wettbewerbe für das neue Rathaus in Dresden preisgekrönte und angekaufte Entwürfe nebst dem amtlichen Entwurfe des städtischen Hochbauamtes / Eigentum der Stadt Dresden / Für die Gebrüder der städtischen Kollegien bestimmt produzierte die Lichtdruckanstalt von Römmler & Jonas ein zweiteiliges Mappenwerk. Der Architekt Karl Roth (1875–1932) aus Darmstadt erhielt für seinen Beitrag einen der vier Preise (ein 1. Preis wurde nicht vergeben) und auf der Grundlage seines Entwurfs entstand von 1905 bis 1910 der Rathausneubau unter der gemeinsamen Bauleitung der Architekten Karl Roth und Edmund Bräter (1855–1925), für den unter anderem das klassizistische Preußsche Haus sowie das Palais Loß von 1765 abgerissen wurde. Die Grundsteinlegung für das Neue Rathaus erfolgte am 29. September 1905, wozu auch der letzte König von Sachsen Friedrich August III. drei Hammerschläge tat. 1908 war der Rohbau mit Sandsteinfassade und den hohen Steildächern abgeschlossen, wobei es erhebliche Finanzierungsprobleme gab: So konnte z. B. der Rathausturm nur durch eine großzügige Unterstützung aus der Güntzstiftung errichtet werden. Die folgenden zwei Jahre wurde dann an der kunstvollen Innenausstattung gearbeitet, ausgemalt wurden die Festsäle von Eugen Bracht. Die feierliche Einweihung fand am 1. Oktober 1910 statt.

Leporello: Zur Erinnerung an die Einweihung des neuen Rathauses zu Dresden am 1. Oktober 1910
Hauptfassade Gewandhausstraße
Stadtverordneten-Sitzungssaal
Gesamt-Ratssitzungs-Saal
Großer Festsaal
Sitzungszimmer der III. Ratsabteilung
Zimmer des Oberbürgermeisters
Haupttreppenhaus
Vestibül Gewandhausstraße
Vestibül zum Festsaal
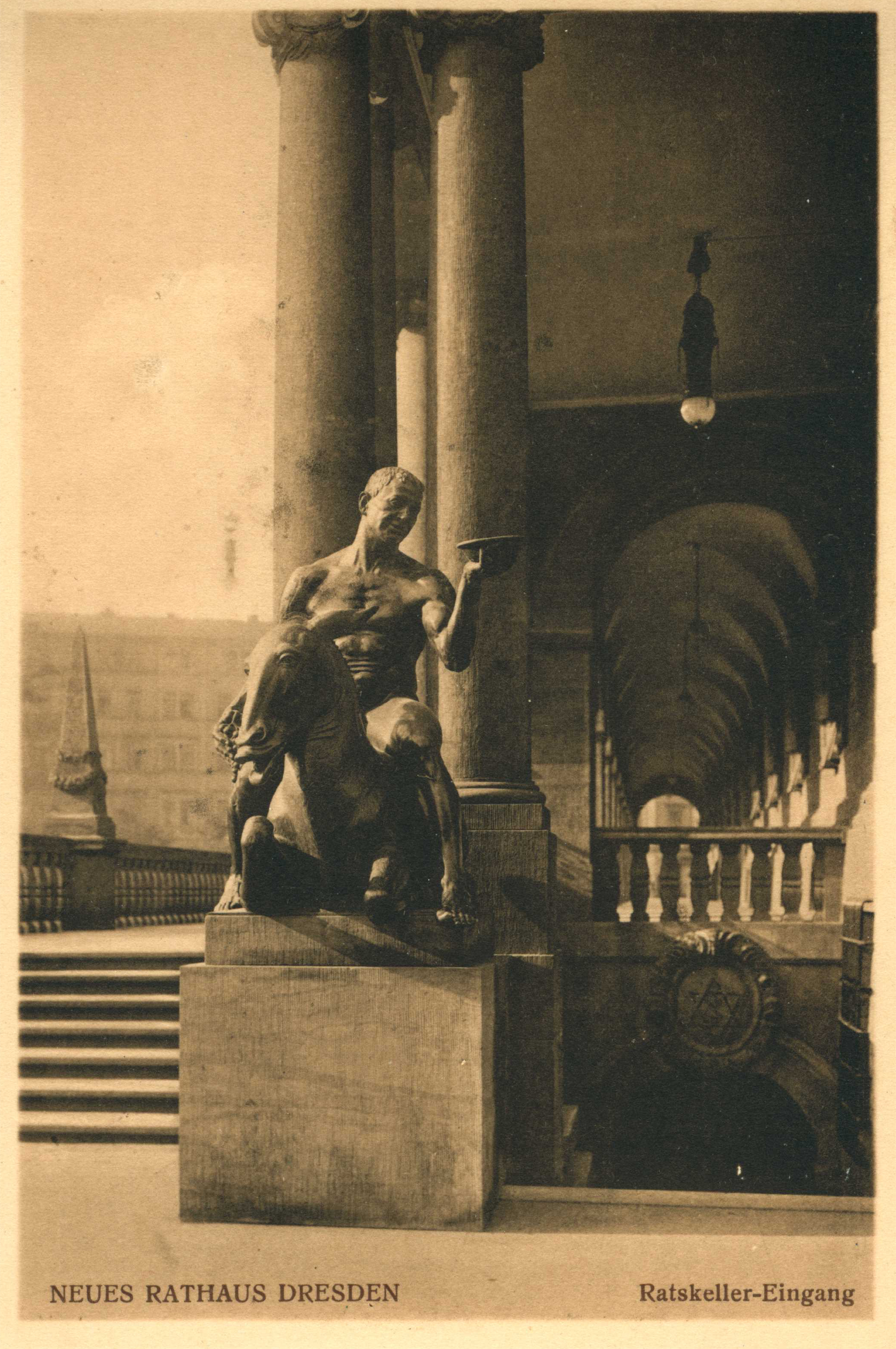
Ratskeller-Eingang
Stadtverordneten-Trinkstube
Ratskeller

Bei den Bombenangriffen im Februar 1945 wurde das Gebäude stark beschädigt, so dass der umfangreiche Wiederaufbau ab 1948 unter Leitung von Emil Leibold in vereinfachter Form erfolgte. Auf die Rekonstruktion der Ausmalungen der Festsäle wurde verzichtet. 1952 war der Komplex am Dr.-Külz-Ring fertig, 1962–1965 folgte der Neuaufbau des Festsaalflügels durch Herbert Terpitz, Manfred Arlt und Kollektiv (Innenraumgestaltung: Theo Wagenführ). Die Innenausstattung des neuen Plenarsaals oblag den Hellerauer Werkstätten. 2011 bis 2016 wurde dieser Flügel umfassend saniert und das Treppenhaus sowie die Goldene Pforte weitgehend im Original wiederhergestellt.
Auf dem Rathausplatz östlich vor dem Rathaus steht die 1952 von Walter Reinhold geschaffene überlebensgroße Plastik „Trümmerfrau“, die an die vielen Frauen erinnern soll, die die Berge von Ziegelschutt in der zerstörten Stadt nach 1945 abtrugen. 1967 wurde der ursprüngliche Eisenguss in Bronze nachgegossen.

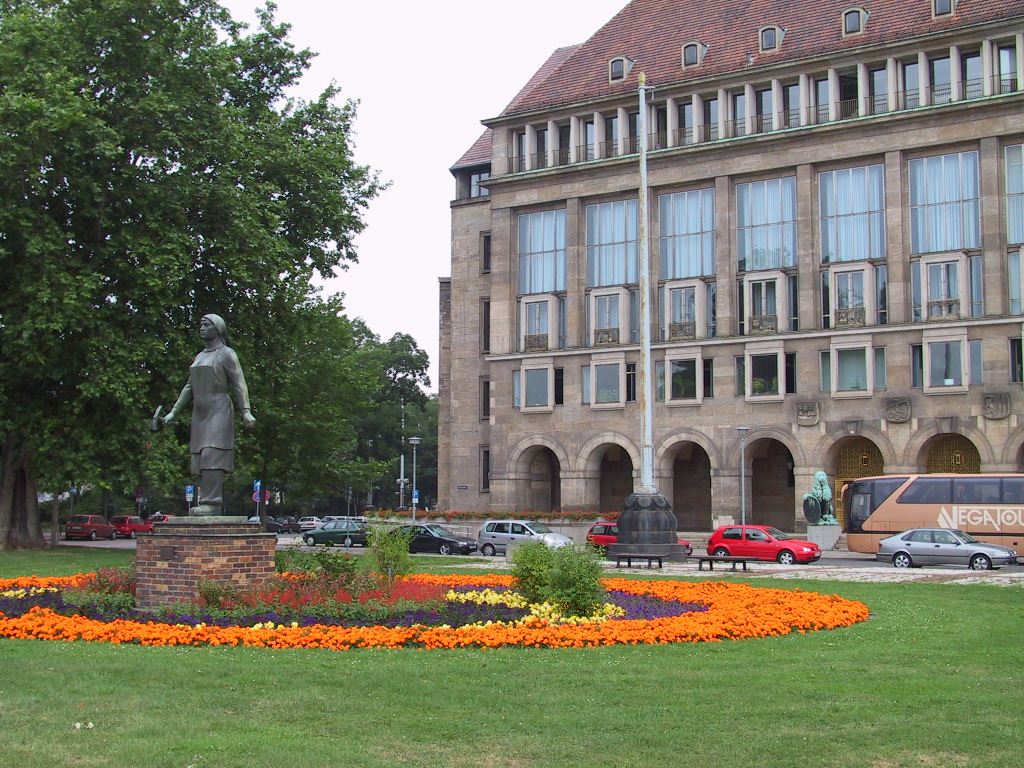
Trümmerfrau-Denkmal vor dem Rathaus
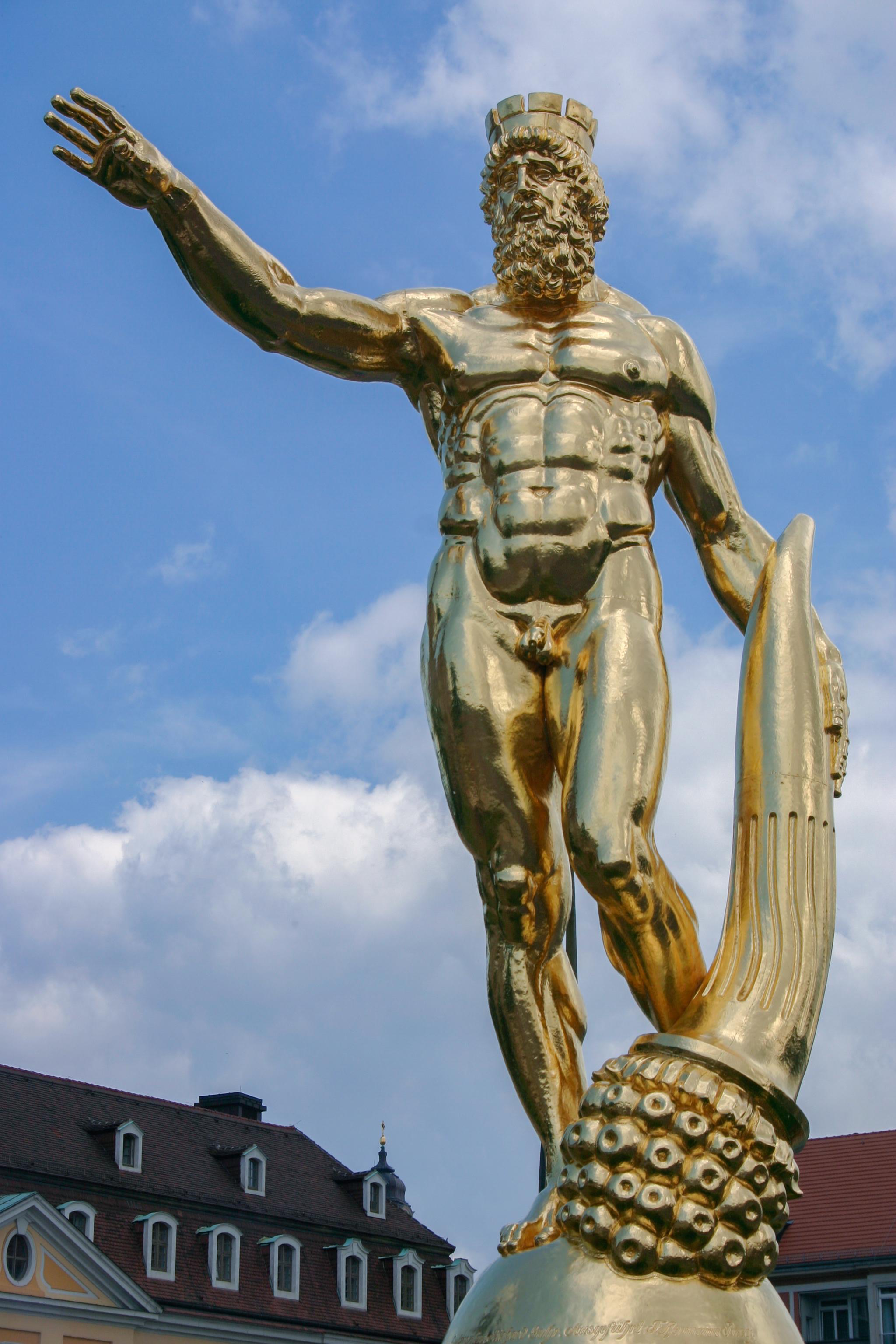
Goldener Rathausmann
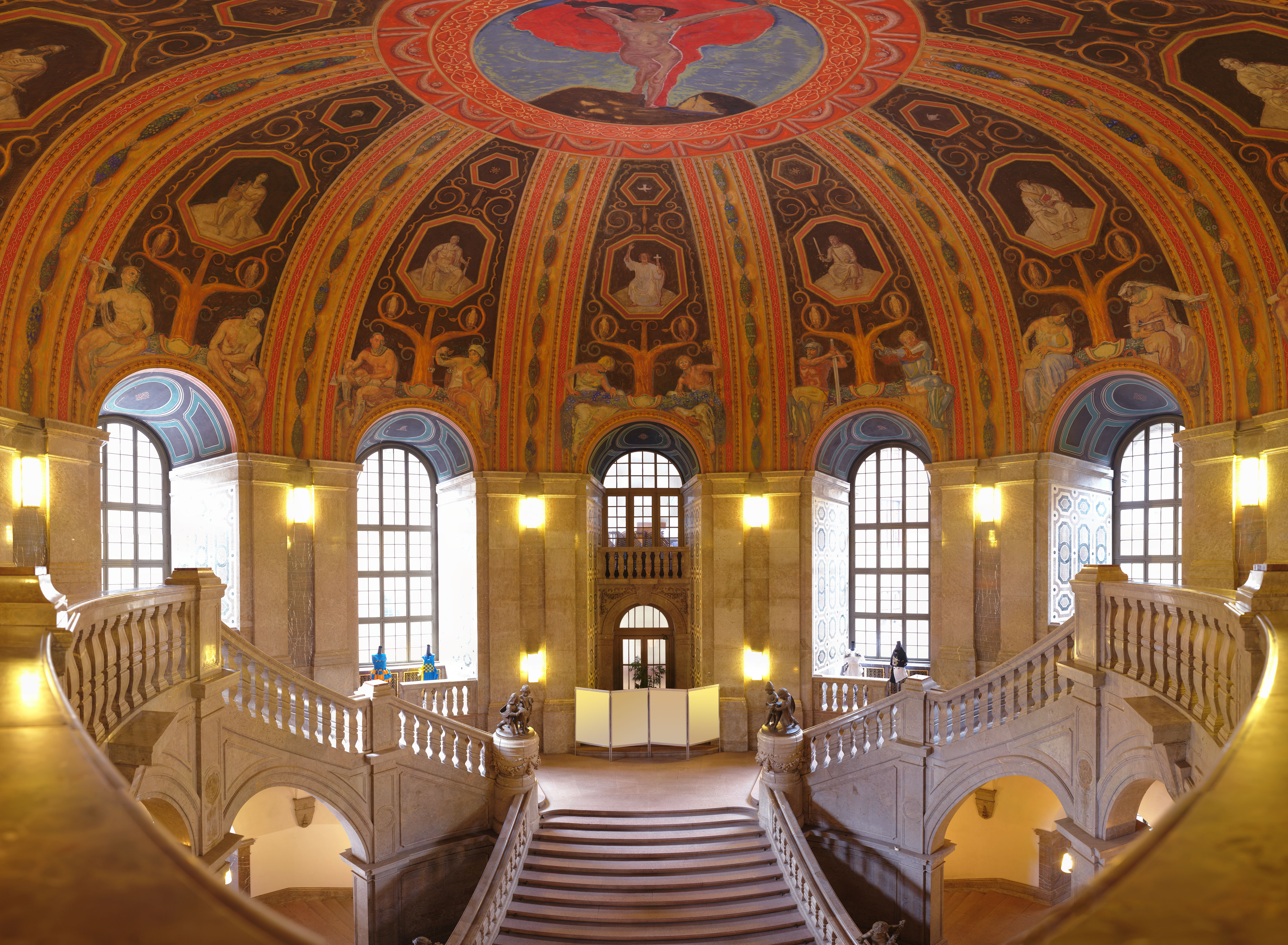
Treppenhausgestaltung von Otto Gussmann (1910–1914)
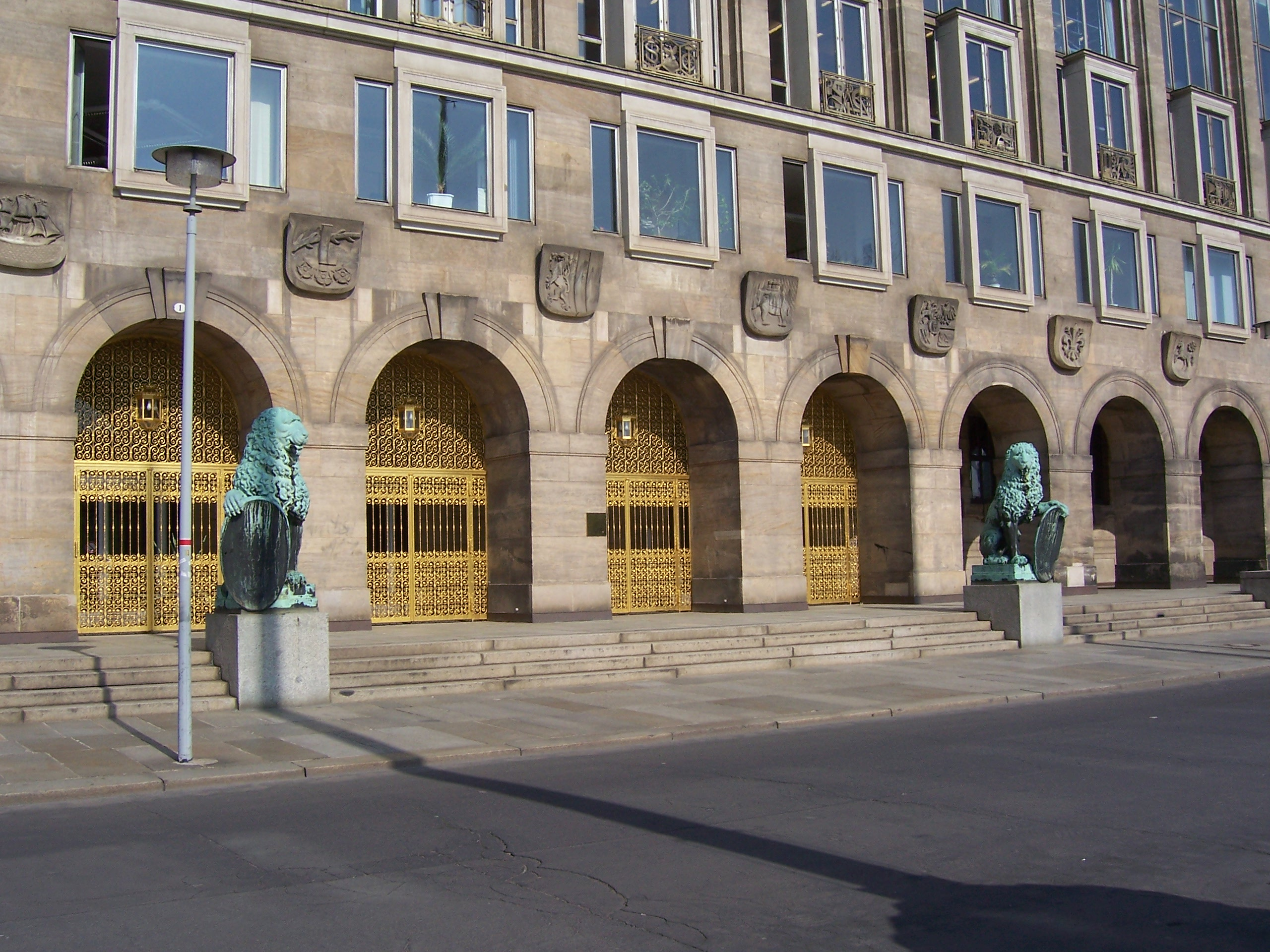
Goldene Pforte mit den zwei Löwen von Georg Wrba
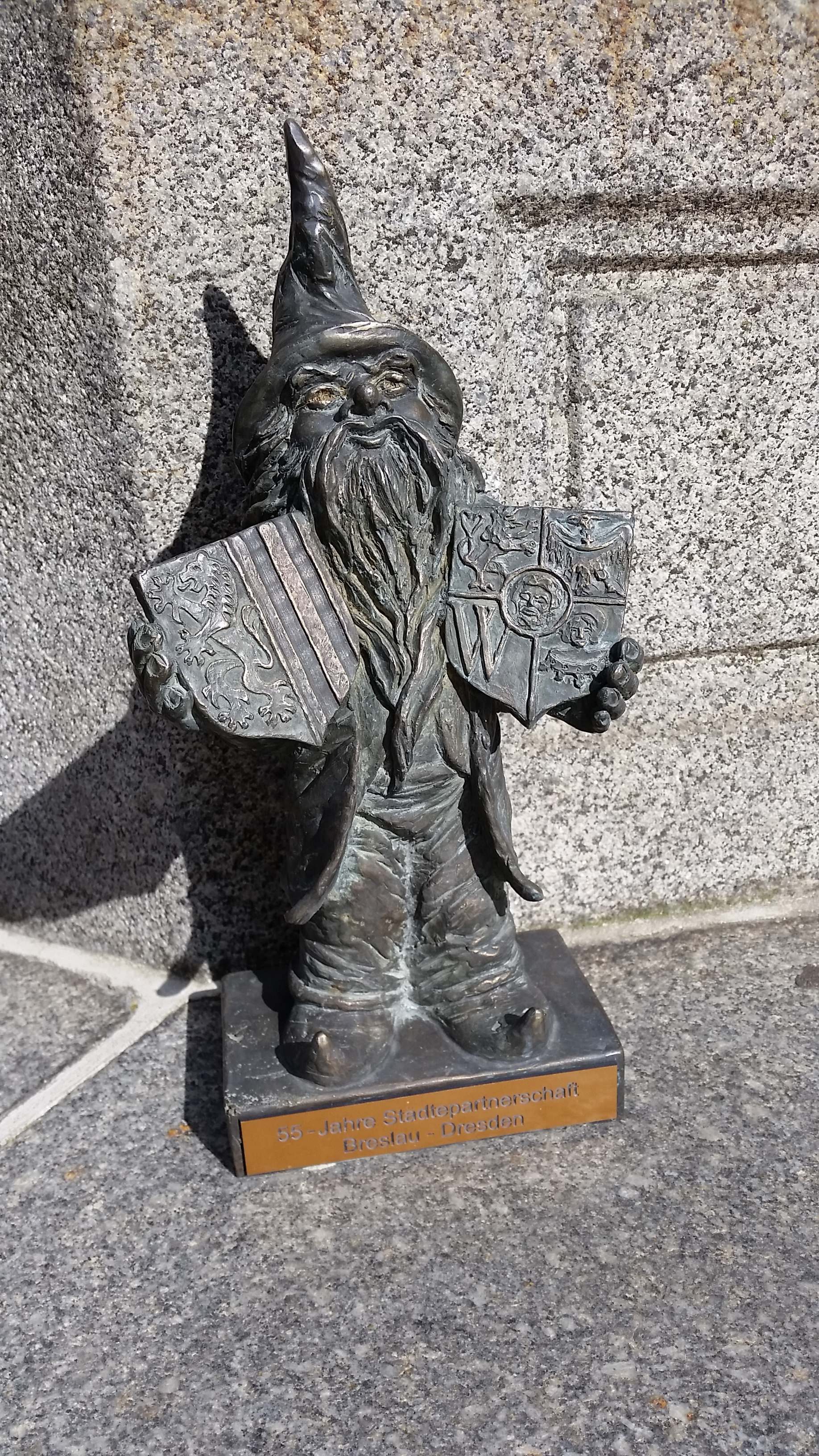
Breslauer Zwerge

Seit Juli 2024 ist ein Salon im Neuen Rathaus nach der Theaterschauspielerin und Frauenrechtlerin Marie Stritt benannt. Der Saal wird unter anderem für Hochzeiten und Eintragungen in das Goldene Buch der Stadt genutzt.
Die südlich des Rathauses stehende Schnurbaum-Allee am Dr.-Külz-Ring steht seit 1999 als Naturdenkmal (ND 99) unter Schutz. Durch die hohe Regenerationskraft der Schnurbäume ist es den Stadtgärtnern gelungen, die bei den Bombenangriffen beschädigten Kronen optisch wiederherzustellen. Mit Neupflanzungen wurde die Allee nach 1945 erweitert.

## Rathausturm

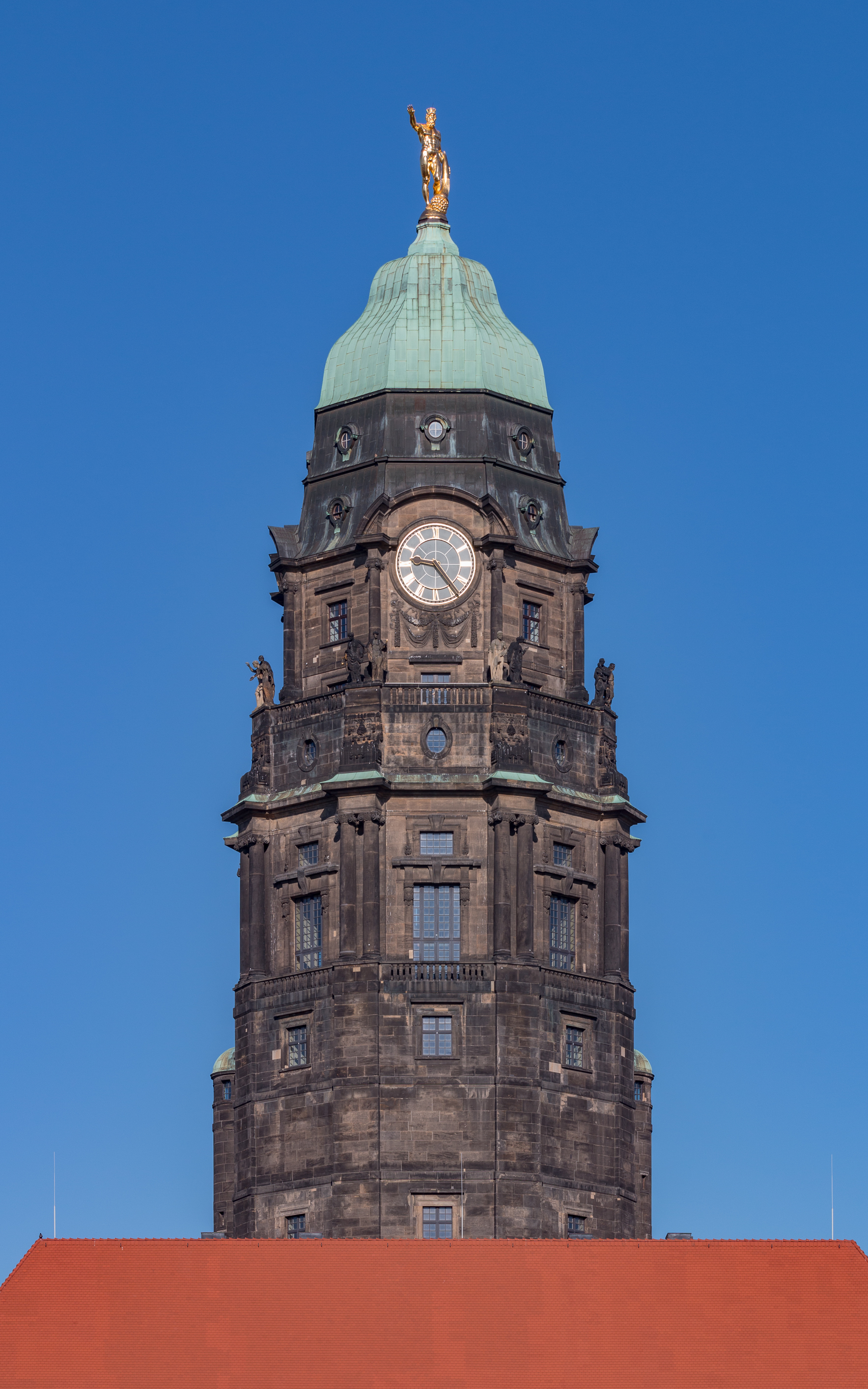
Ansicht des Rathausturms

Positionen der Tugendstatuen

Der Rathausturm ist 100,30 Meter hoch (mit Figur, inkl. Blitzableiter), eine öffentlich zurzeit nicht nutzbare Aussichtsplattform befindet sich in 68 Metern Höhe. Die Rathausturmuhr hat einen Durchmesser von vier Metern. Der Goldene Rathausmann auf dem Turm hat vom Sockel bis zur Krone eine Höhe von 5,05 Metern.
Vom Frühjahr bis Herbst eines Jahres luden Aussichtsplattform sowie die Turmstation im 7. Obergeschoss und das Turmkabinett im 11. Obergeschoss Dresdner und Gäste der Stadt ein. Von der Aussichtsplattform in 68 Metern Höhe bot sich ein Ausblick auf ganz Dresden, die Flusslandschaft der Elbe und bei guter Sicht bis in die Sächsische Schweiz. 
Aus sicherheitstechnischen Gründen (Brandschutz) war die Plattform seit 2015 für die Öffentlichkeit gesperrt. Die Wiedereröffnung erfolgte für einen viermonatigen Testbetrieb am 1. Juli 2025. Da ein zweiter Rettungsweg, fehlt, dürfen maximal fünf Besucher gleichzeitig den Turm betreten.
Auf Höhe der Aussichtsplattform befinden sich 16 überlebensgroße Sandsteinfiguren. Die teilweise restaurierten Statuen stellen 16 Tugenden dar (entgegen dem Uhrzeigersinn beginnend im Norden): Liebe, Hoffnung, Barmherzigkeit, Frömmigkeit, Glaube, Treue, Mut, Beharrlichkeit, Stärke, Aufopferung, Weisheit, Güte, Gerechtigkeit, Wahrheit, Wachsamkeit und Klugheit. Besondere Bekanntheit erlangte die Statue der Güte, die auf dem Nachkriegs-Foto Blick vom Rathausturm nach Süden von Richard Peter im Vordergrund zu sehen ist. Bruno Fischer fertigte Aufopferung, Stärke, Wahrheit und Gerechtigkeit, Peter Pöppelmann Liebe, Hoffnung, Klugheit und Wachsamkeit, August Schreitmüller Weisheit, Mut, Treue, Beharrlichkeit, Glaube und Güte und Arthur Selbmann Frömmigkeit und Barmherzigkeit.

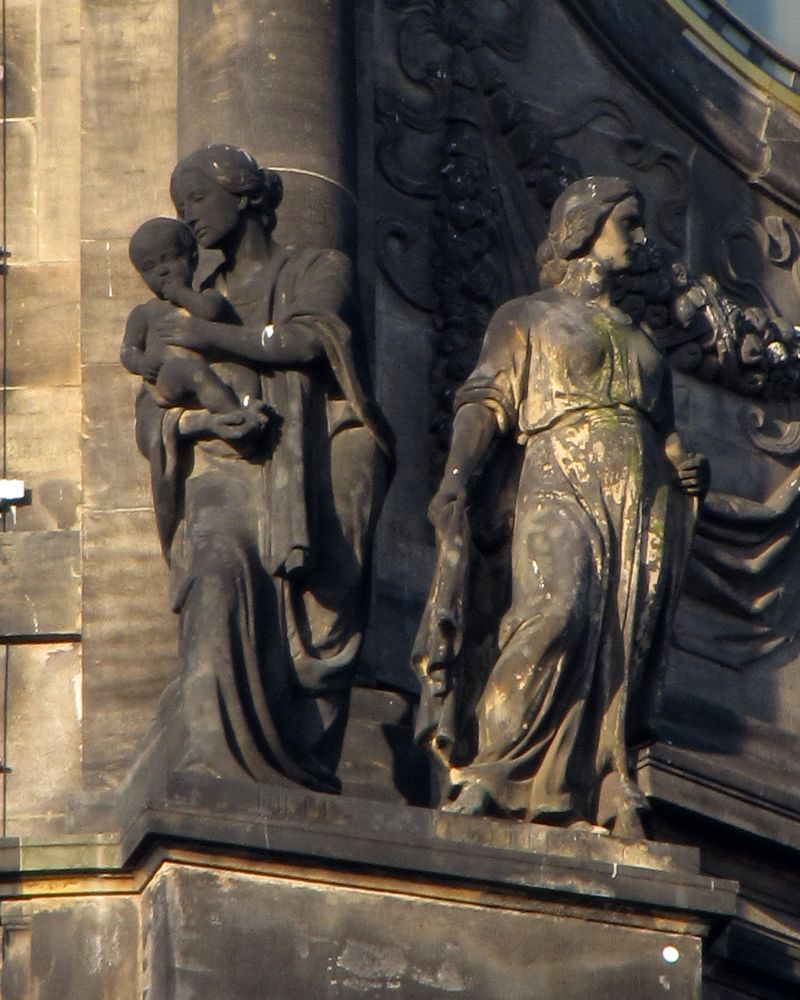
Liebe und Hoffnung
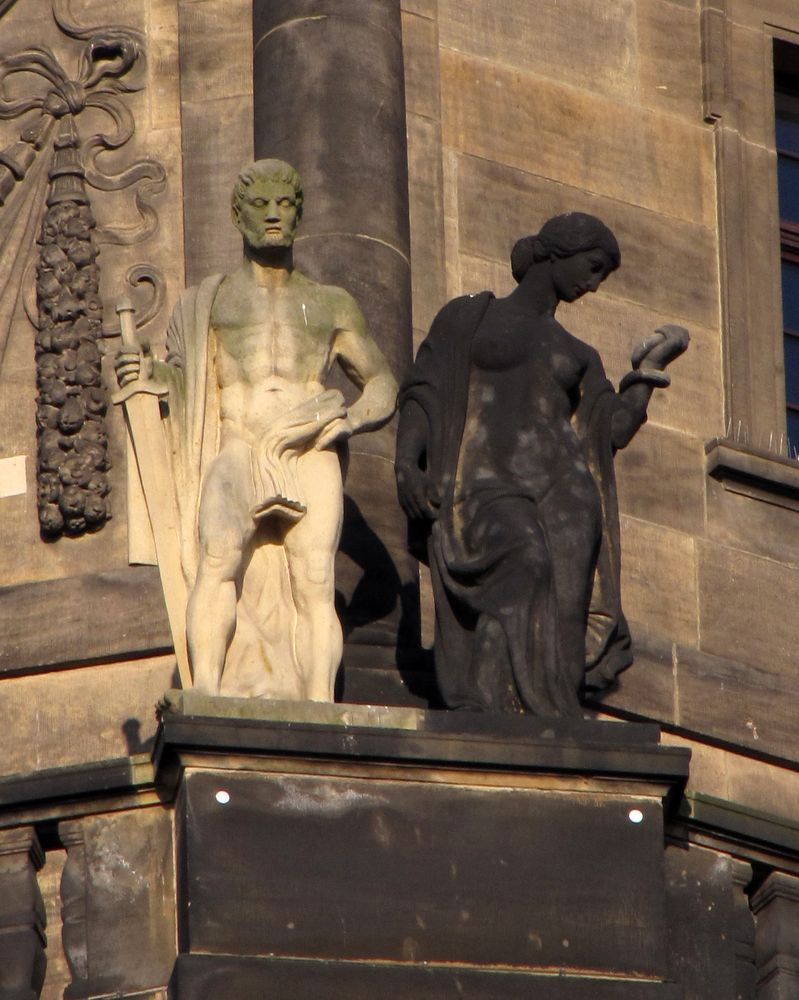
Wachsamkeit und Klugheit
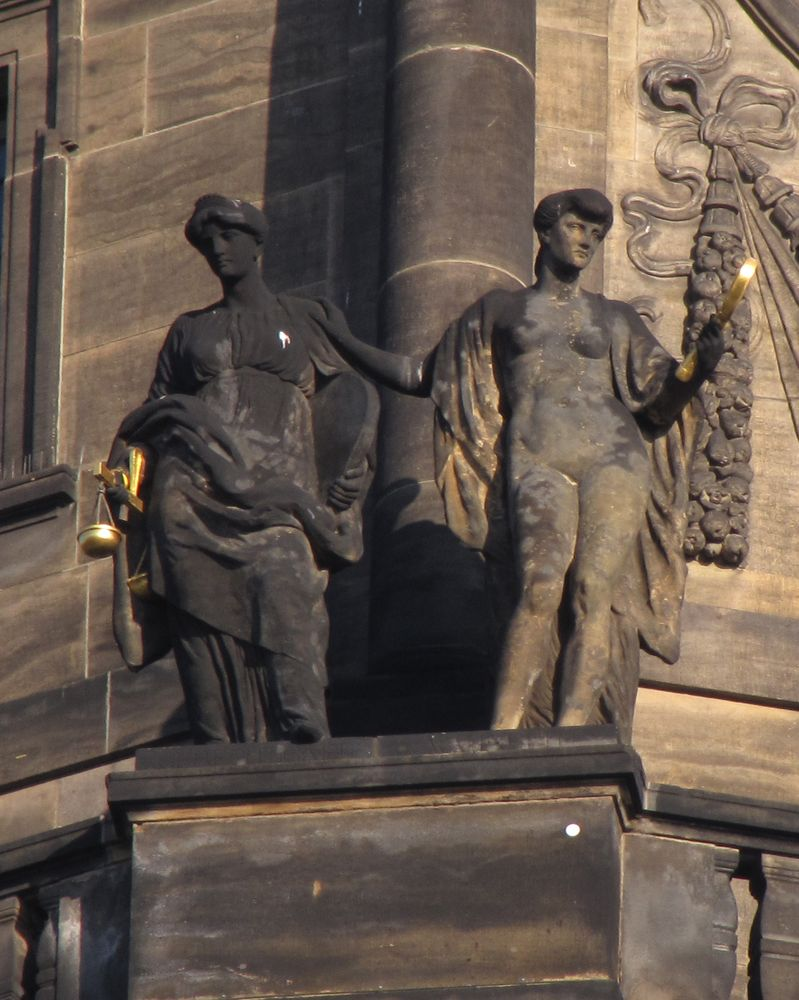
Gerechtigkeit und Wahrheit
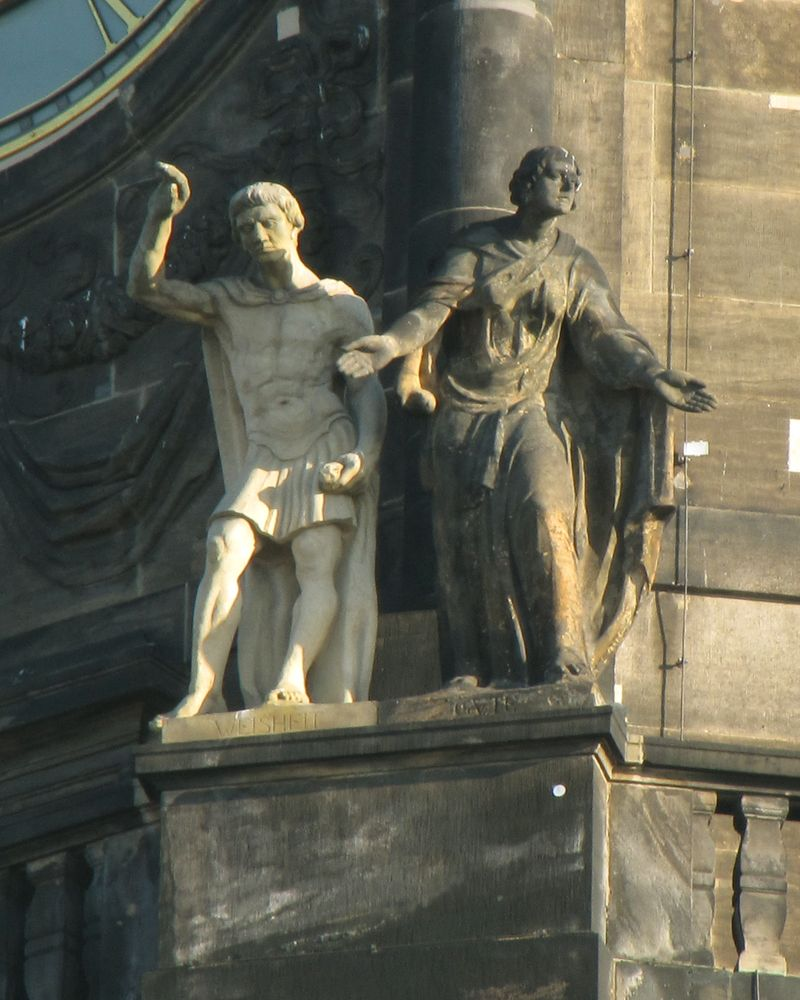
Weisheit und Güte
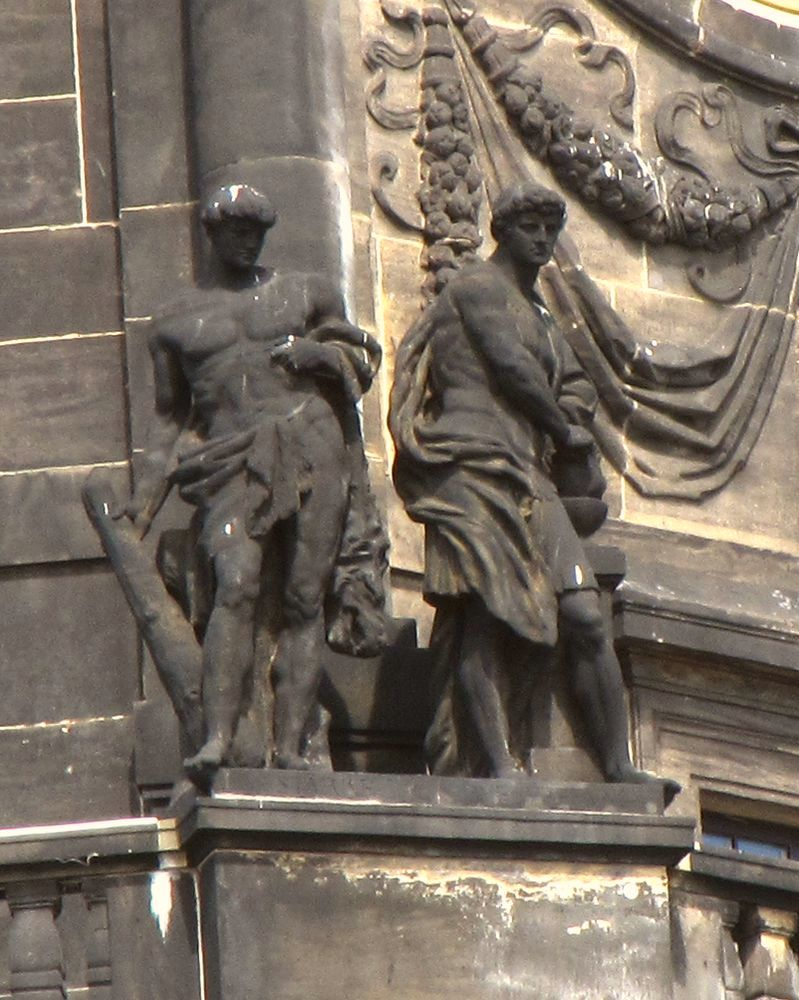
Stärke und Aufopferung
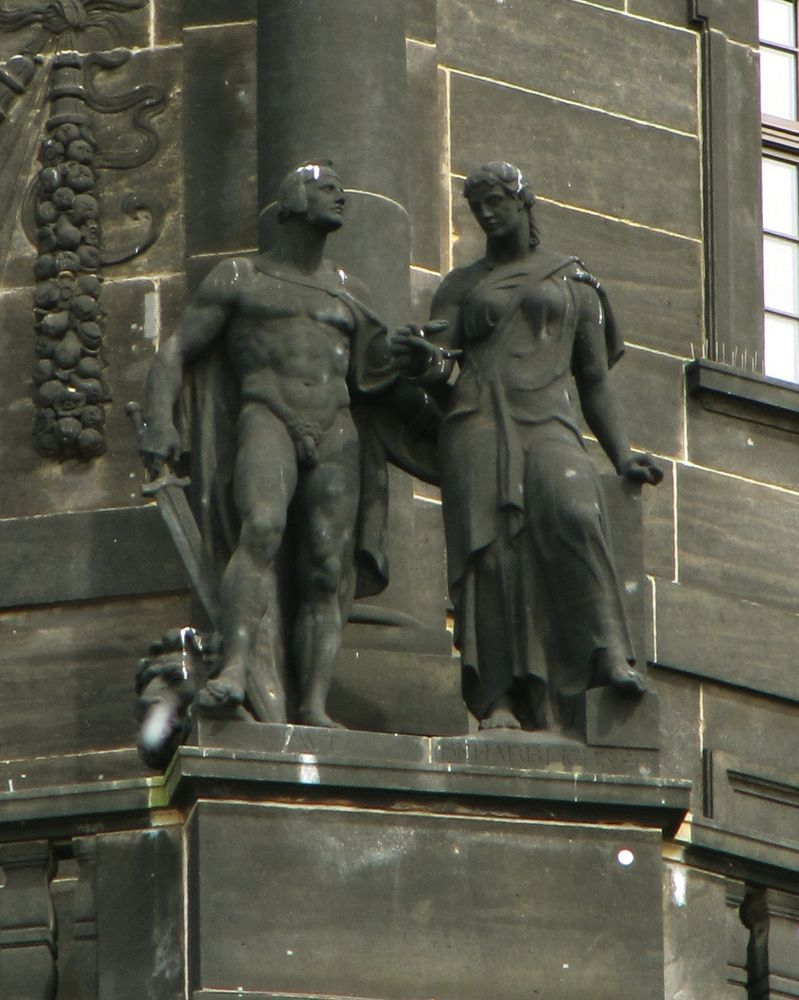
Mut und Beharrlichkeit
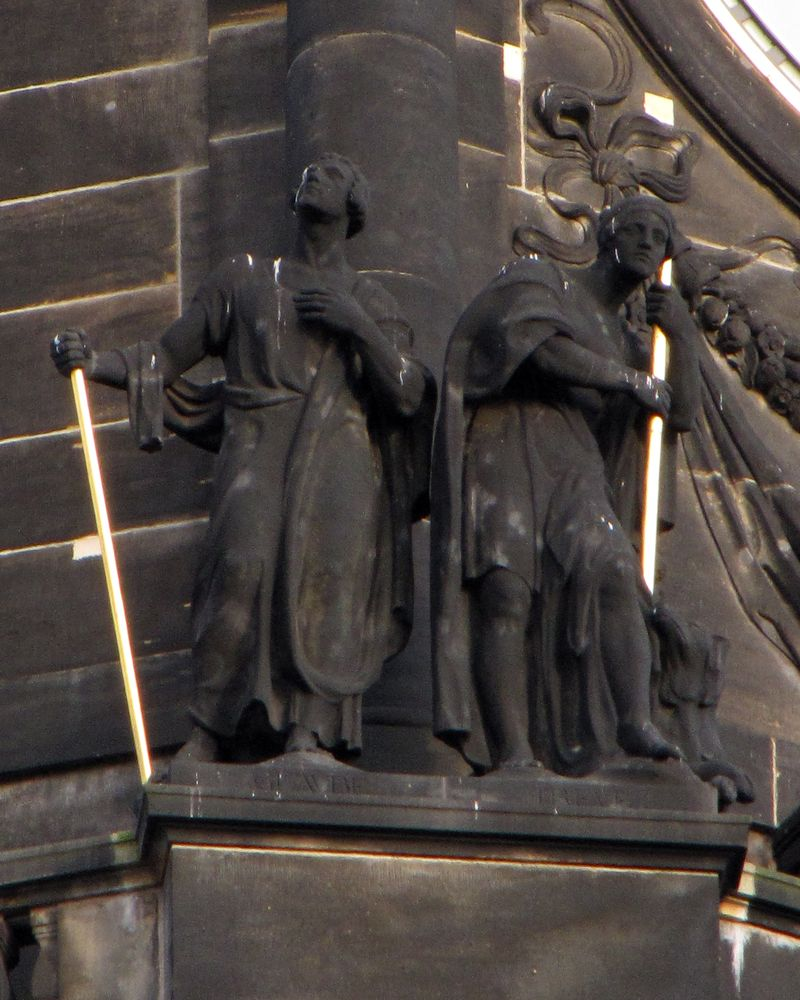
Glaube und Treue
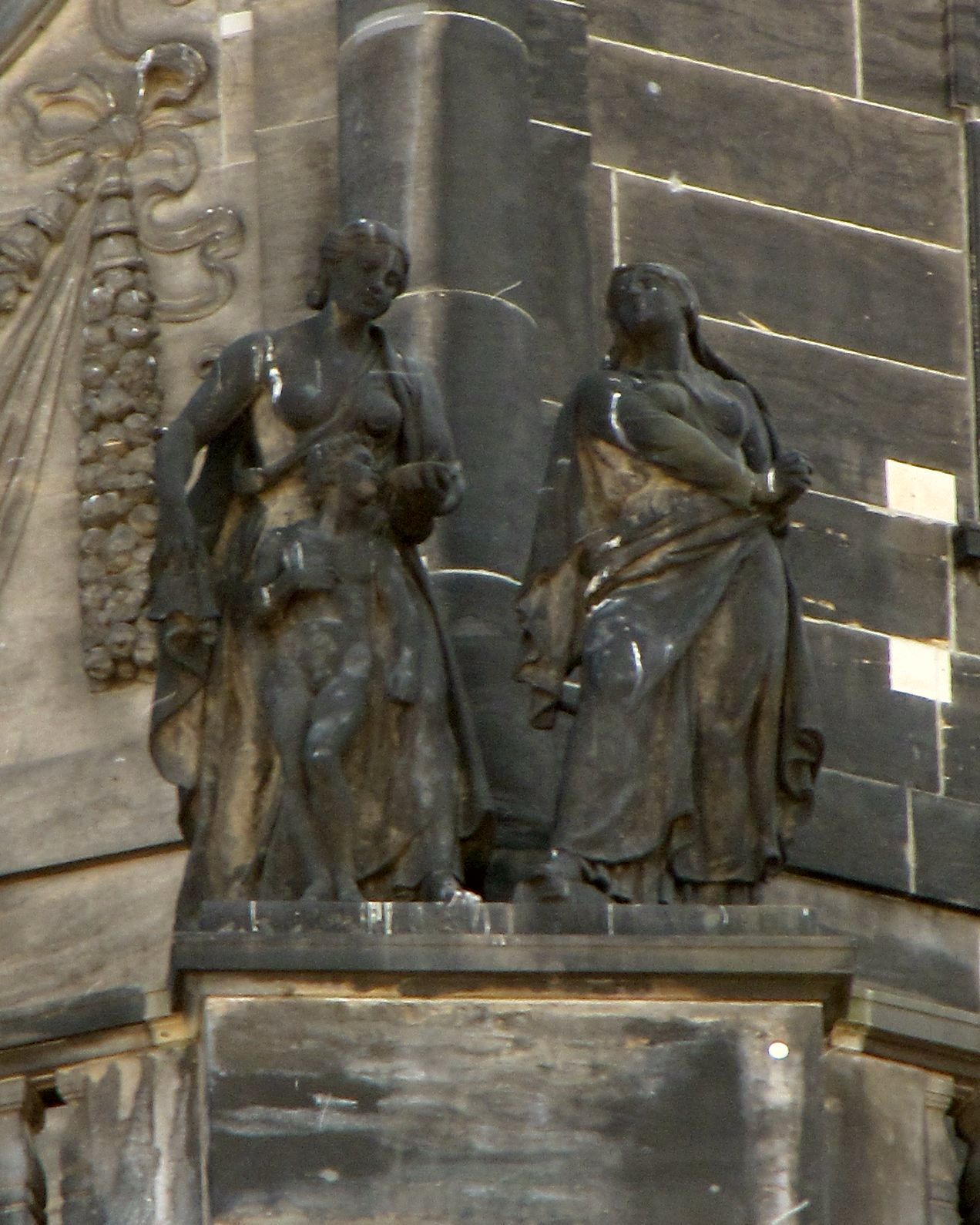
Barmherzigkeit und Frömmigkeit